# Raimundo Rolón
Raimundo Rolón Villasanti (Paraguarí, 15 de marzo de 1903-Asunción,  17 de septiembre de 1981) fue un militar, político y ministro paraguayo. Ejerció como 38.º presidente de Paraguay luego de la renuncia del presidente Natalicio González, quien fuera derrocado por un golpe de Estado en el cual el mismo fue partícipe; gobernó desde el 30 de enero hasta el 26 de febrero de 1949. Su administración fue efímera, pues tan solo duró 27 días.
Raimundo Rolón se hizo cargo de la presidencia luego de que el entonces presidente Natalicio González firmara su renuncia el 30 de enero de 1949, al asumir tuvo la intención de llamar a elecciones, pero una sublevación lo sorprendió en la mañana del 26 de febrero del mismo año, cuando se encontraba en un almuerzo de camaradería en la sede de la artillería, en Paraguarí. Fue obligado a firmar él y varios de sus ministros sus respectivas renuncias, asumiendo en su reemplazo quien había participado en la conspiración, el odontólogo y político Felipe Molas López.
Aparte de la función de presidente que ejerció, también le correspondió dirigir tareas ministeriales durante los gobiernos de Juan Manuel Frutos y Natalicio González en los cuales ejerció la titularidad de la cartera de Defensa Nacional. Raimundo Rolón perteneció a la cámara de militares dentro del Ejército que respondían al Partido Colorado. Es importante también señalar que Rolón participó en la Guerra del Chaco.

## Infancia y adolescencia
Raimundo Rolón Villasanti nació el 14 de marzo de 1903 en la ciudad de Paraguarí, fue hijo de don Manuel Rolón y doña Elisa Villasanti.
Su vida quedó marcada por su entrega total a la actividad militar y a la educación de los futuros miembros del ejército. Creía, desde su formación profesional, tal como lo hacían otros militares de su generación, que las obligaciones de las Fuerzas Armadas debían circunscribirse al mantenimiento de la soberanía y el orden públicos.
No le pasaba por la mente la posibilidad de que le correspondería ejercer en un futuro, actividades en las que pudiera prescindir de su uniforme militar, tales como la actividad política.

## Vida castrense
Había egresado de la Escuela Militar como mejor alumno, institución en la que años después ejercería como catedrático. Rolón obtiene en 1923 su despacho de Teniente 2.º de artillería. Desde entonces sus progresos en el arma serán evidentes. Así el 11 de mayo de 1926 asciende a Teniente 1.º.
Prosiguió su carrera en forma regular; el 13 de mayo de 1929 llega al grado de capitán actuando en el Grupo de Artillería N.º 2 “Capitán Roa”; en plena guerra del Chaco es pasado a mayor el 3 de diciembre de 1933 y seguidamente teniente coronel. En febrero de ese año se desempeñaba como jefe de operaciones del Estado Mayor General del Comando chaco.
Una orden general del ejército en campaña, que lleva el número 456, fechada el 12 de mayo de 1935 cita al teniente coronel don Raimundo Rolón, “en su carácter de Jefe del departamento de Operaciones del estado mayor del Comando en jefe destacando que el mismo realizó una labor de organización extraordinaria. Capacidad enorme de trabajo, inteligencia robusta y clara. Gran voluntad disciplinada. Consagración total y abnegada a sus obligaciones”. Lleva la firma de Estigarribia, general y comandante en jefe.
Terminada la guerra, en 1939 fue ascendido a Coronel y a General de brigada en 1947, en el curso de la guerra civil.
Su actuación durante la Guerra del Chaco le valió el ser condecorado con la orden de la Cruz del Chaco, asumió más tarde y advenida la paz, las funciones de comandante en jefe de las Fuerzas Armadas.

## Vida política
Pese a sus elevados principios de lealtad profesional como militar institucionalista, el general Rolón se dejó envolver en las mezquindades de la política y en las intrigas de cuartel, resultando de ello la extinción de sus sueños de profesionalización de las Fuerzas Armadas y su confinamiento en la lejana prisión de Peña Hermosa en febrero de 1936.
En 1941 adhería a la línea apartidista denominada “Movimiento Nacionalista Revolucionario” creado por Higinio Morínigo, quien fuera encumbrado en el Palacio de López poco después del trágico accidente que cortara la existencia del presidente el general Estigarribia y su esposa. Rolón formó parte de ese movimiento al ceñirse a dicho conjunto el 13 de marzo de 1941 en un acto público.
En su vida ciudadana fue jefe de Policía de la Capital durante el advenimiento de la Guerra Civil de 1947. El 7 de marzo de 1947 se produjo el ataque de los insurgentes (formado por los febreristas, comunistas y liberales) al Cuartel Central de la Policía en Asunción, se inició con la irrupción en el despacho del Jefe de Policía, Rogelio Benítez, quien terminó herido de bala en el brazo izquierdo. Una vez la refriega fue neutralizada, el entonces presidente Higinio Morínigo nombró como Jefe de Policía al entonces Cnel. Raimundo Rolón, esa misma tarde se iniciaba el largo proceso de confrontación civil que duraría hasta el 20 de agosto del mismo año.
Una vez Rolón asumió el cargo, estableció un toque de queda a partir de las 20:00 horas, suspendiendo todo tipo de espectáculo público en la Capital, iniciándose así un largo período de persecución a quienes comulgasen con la causa insurgente.
Conforme se iba desarrollando la revolución, el coronel Rolón en su carácter de Jefe de Policía de la Capital, trató de convencer a los liberales de prevenir su participación en el frente insurgente exigiéndoles una posición clara de oposición al levantamiento, precipitó su apoyo a la insurrección. Los liberales, previamente indecisos, resolvieron plegarse a los revolucionarios ante el amedrentamiento de la Policía por su supuesta posición ambigua con respecto a la rebelión. Esto le costó el cargo a Rolón, y causó la incorporación  de un poderoso sector político al conflicto armado, entonces cargado de resentimiento ante la persecución sufrida durante el gobierno de Morínigo, agregando a la contienda otro grupo mayoritario con capacidad de movilización y convicción política para hacer de la rebelión (hasta ese momento sólo cuartelera) una guerra civil.
Raimundo Rolón también desempeñó labores consulares en la embajada paraguaya en Brasil, y además cumplió la labor de interventor de Aduanas y Puertos.

## Labor ministerial
Tras la caída del régimen de Higinio Morínigo, asumió la presidencia Juan Manuel Frutos, quien designó a Rolón como ministro de Defensa Nacional durante su corta administración, a Rolón le cupo cumplir el cargo desde el 3 de junio al 15 de agosto de 1948, cuando asumía el cargo el guionista Natalicio González, quien no cambió a Rolón como ministro y lo mantuvo en dicha dependencia hasta que el propio Rolón participó de un golpe de Estado liderado por el colorado Felipe Molas López, quien en la madrugada del 30 de enero de 1949 exigió al presidente Juan Natalicio González su dimisión al cargo de presidente, asumiendo en su reemplazo el por entonces ministro Raimundo Rolón.

## Presidencia

### Gabinete
El general Raimundo Rolón constituyó su gabinete de la siguiente manera:

### Presidencia provisional

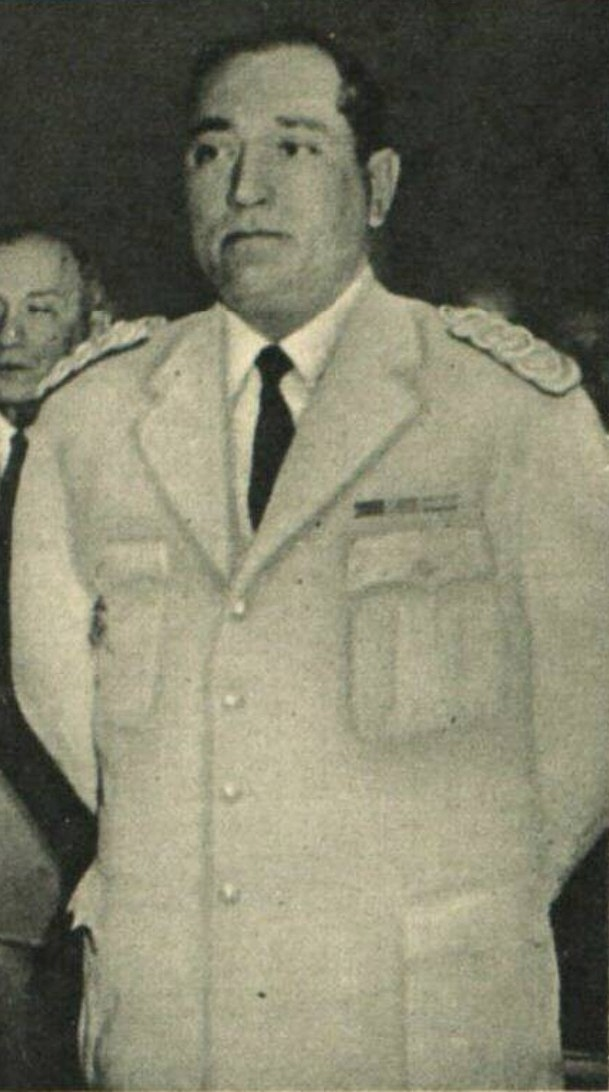
El Gral. Raimundo Rolón con uniforme militar.

El 30 de enero de 1949 se produce un golpe de Estado dirigido por el político colorado Felipe Molas López, quien secundado por el entonces ministro general Raimundo Rolón, le exigen la renuncia por medio de las armas al presidente Natalicio González, quien se refugia en la Embajada del Brasil y posteriormente firma su renuncia al cargo en la mañana del 30. Lo sucede en el cargo como presidente provisional de la República el general Raimundo Rolón, quien había sido compañero de causa con Molas López.
Oficialmente Rolón toma posesión de la primera magistratura el 30 de enero de 1949, con la intención de llamar a elecciones presidenciales en el plazo de 1 mes, pero este plan se vería truncado por otros planes en las pretensiones de los políticos de su partido.
No se conocen obras realizadas bajo el corto gobierno de Rolón, pues solamente se conoció la realización de un plan de reestructuración que sufrieron diversos ministerios y el asfaltado de la calle que llevaba a su residencia personal.
La anarquía que socavaba las bases del partido de gobierno tuvo reacción y el Ejército, para acabar con las rencillas politiqueras y afianzar un gobierno militar, pero afecto a la causa republicana. El Gral. Rolón aglutinaba a ese sector de las Fuerzas Armadas para consolidar su gobierno.
La reacción no se hizo esperar. Un grupo importante de jefes y oficiales no estuvieron de acuerdo con la continuidad del entonces presidente Rolón. La conspiración ganó terreno en la Caballería y Artillería. El coronel Stroessner regresó de la Argentina para participar de aquel acontecimiento cívico-militar.
Al erigirse como nuevo presidente de la Junta de Gobierno de la Asociación Nacional Republicana, Felipe Molas López en alianza con ciertos sectores de las Fuerzas Armadas planeaban la insurrección en este caso, contra el gobierno de su correligionario, justificando que este nuevo golpe serviría para concretar la unidad partidaria y desalojar a los restos del natalicismo de las funciones oficiales.
El general Raimundo Rolón, en la mañana del día 26 de febrero de 1949, acudió a un almuerzo de camaradería en el Regimiento de Artillería de Paraguarí. De pronto los tenientes Sardi y Osta se hacen cargo del regimiento y detienen en el predio al presidente Rolón, a varios de sus ministros y a jefes militares que le respondían. En este lugar Rolón se rinde y firma su renuncia al cargo, contando sólo 27 días desde su inicio, convirtiéndose en el tercer presidente que menos tiempo gobernó, por detrás de Pedro Pablo Peña y Facundo Machaín.

## Obra escrita
El general Raimundo Rolón dejó un rico legado testimonial en sus publicaciones, todas ellas referidas a temas de su especialidad, como:
- La batalla general de Zenteno-Gondra
- Nanawa y la rendición de Campo Vía
- Historia de la Guerra del Chaco (dos volúmenes)

En 1961 publicó el primer tomo del minucioso estudio de 415 páginas denominado La Guerra del Chaco. Campaña de 1934. Después de Campo Vía hasta el Parapití. La obra, enriquecida con cartas y diagramas, que dice ser un «Mensaje de los ex-combatientes ante el llamado de la Patria» está dedicada a la esposa del autor doña Guillermina Rolón Texeira de Rolón y a sus hijos Edmundo y María Victoria. También fue padre de otro hijo, el Señor Agapito Arsenio Rolón Pratt , hijo de Maximina Pratt

## Muerte y legado
Al dejar la presidencia, en sus últimos años ocupó diversos cargos, tales como miembro titular del directorio de la cementera de Vallemí, así como el cargo de presidente honorífico de la Seccional Colorada N.º 9 "don Antolín Irala".  A los 78 años de edad falleció en Asunción el 17 de noviembre de 1981. El gobierno de Alfredo Stroessner proclamó ocho días de duelo oficial y se le rindió honores correspondientes a presidente e ejercicio.
Incluso, se le dedicó sendos homenajes a su trayectoria mediante artículos periodísticos: 

“Se extingue, por tanto, una vida intensa, completa y útil, totalmente dedicada al servicio de la Nación, tanto en servicio de las armas desde que egresó como joven oficial de artillería, como en la política, la diplomacia y la iniciativa privada, dejando como huella de su paso por esta vida, el recuerdo de su hombría de bien, y sus testimonios escritos de protagonistas de la Guerra del Chaco”.

Sus restos mortales fueron velados en las dependencias del Palacio de Los López, siendo llevados después al Cementerio de la Recoleta. El Dr. Luis María Argaña por la  Junta de Gobierno de la ANR y el Gral. de División Gustavo Prieto Busto en representación de las Fuerzas Armadas de la Nación, realizaron discursos homenajeando al extinto militar por su trayectoria política y su actuación militar durante la Guerra del Chaco. Por ordenanza 26/95 se designó con el nombre del general Raimundo Rolón la calle del barrio Pinozá que se inicia en la 1811 al noroeste y se extiende hasta la avenida general Máximo Santos al sureste, corriendo paralela a la avenida Eusebio Ayala al sur, con dos cuadras de extensión. Empalma en la avenida general Santos con la calle 11 de Diciembre.
Sus deudos,  doña Guillermina Rolón Texeira de Rolón sus hijos Edmundo y María Victoria. También fue padre de otro hijo, el Señor Agapito Arsenio Rolón Pratt , hijo de Maximina Pratt. Nietos, hijos de Agapíto Arsenio Rolón casado con Marina Álvarez de Rolón: Eduardo Héctor Rolón, Domiciliado en la Ciudad de Pto. Madryn, Pcia. de Chubut, Argentina y Alejandra Mónica Rolón, Domiciliada en Pje. Róbertson 3364, en la ciudad de Rosario, Pcia de Santa Fe, Argentina.
Sus bisnietos, hijos de Eduardo Rolón: Pablo Alejandro Rolón, Mariano Hernán Rolón y Natalia Inés Rolón.
Bisnietos, hijos de Alejandra Rolón: Cintia Soledad Scalise Rolón, Alejandro H. Scalise Rolón, Javier Aleberto Scalise Rolón y Victoria Érica H. Martínez Rolón.